# Коровяк Шэ
Коровяк Шэ или коровяк восточный или коровяк крапиволистный (лат. Verbascum chaixii) — вид цветковых растений семейства Норичниковые (Scrophulariaceae).

## Этимология
Вид назван в честь французского ботаника Доминика Шэ (1730–1799), флориста Верхних Альп Франции.

## Описание
Многолетнее растение высотой 40–100 см, которое часто используется как двулетник, покрытое сероватым налётом.
Стебли цилиндрические, прямостоячие, простые, слабо обливстенны.
Листья тёмно-зелёные, сверху запушенные, городчатые или зубчато разрезанные, равномерно уменьшаются, нижние — на длинной ножке, верхние — почти сидячие. Базальная розетка вечнозелёная. Прикорневые листья 10–30 см длины и 4–12 см ширины, яйцевидно-продолговатые, туповатые или заострённые, по краю тупо-городчатые, к основанию клиновидно суженные, иногда слегка лопастные, на черешках 5–25 см длины.
Цветки жёлтые с фиолетовым горлом, довольно мелкие, в растопыренных соцветиях на тонких распростерто-восходящих ветвях, образующих пирамидальную метёлку . Венчик 15–20 мм.
Плод — коробочка эллипсоидная, больше чашечки.

## Распространение
Растет в Евразии от Испании до Синьцзяна    .
В Украине вид растет на опушках, среди кустарников, очень редко — Донецкая Лесостепь (Донецкая обл., Амвросиевский р-н, с. Дмитровка на Миусе). В ЧКУ имеет статус «исчезающий».

## Применение
Используется как садовое растение. В культуре с 1821 года, по другим данным был выведен в культуру в Великобритании в 1818 году. Высокодекоративен.
У сорта 'Альбум' цветки светло-жёлтые, почти белые.

### Агротехника
Морозостоек, зоны зимостойкости 4–7 USDA. Подходит для сухих, солнечных мест. Растение не долговечное, но возобновляется самосевом.
Практически не подвержен вредителям и болезням, однако может поражаться гусеницами, долгоносиками рода Цион (Cionus) и мучнистой росой.
Размножение корневыми черенками.